# عزازقه
عزازقه (به عربی: عزازقة) یک شهرداری در الجزایر است که در استان تیزی وزو واقع شده‌است. عزازقه ۷۸٫۵۷ کیلومتر مربع مساحت و ۷۰٬۰۰۰ نفر جمعیت دارد.